# Закон о сломанном весле

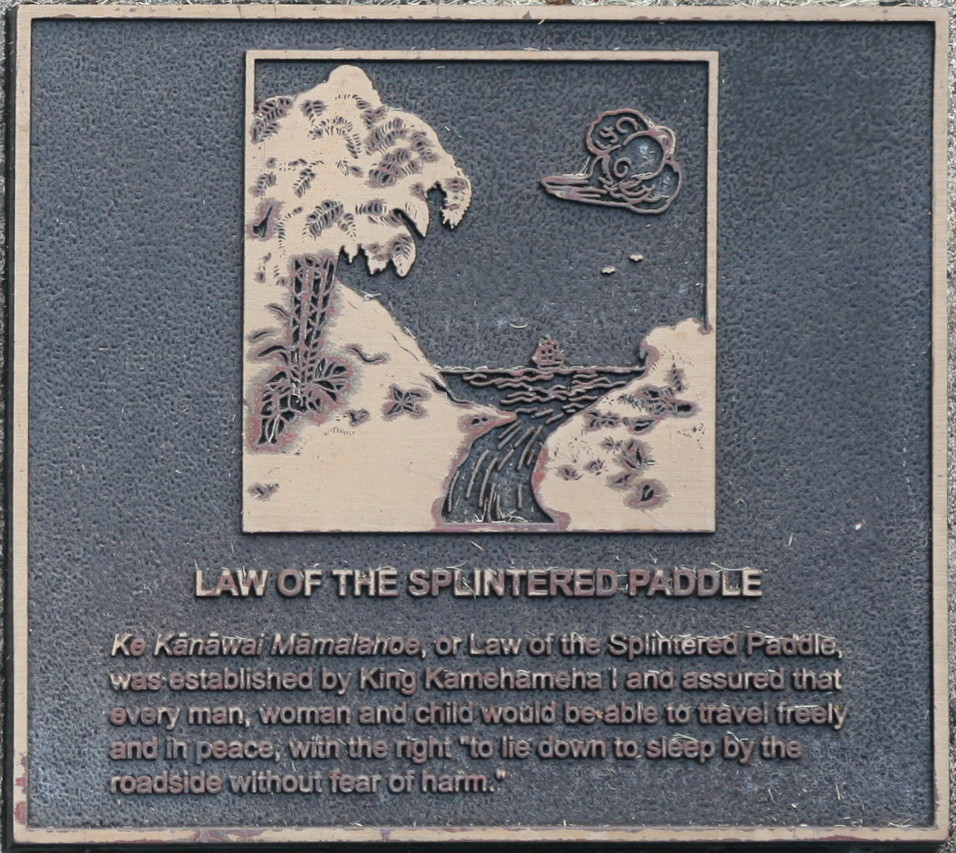
Табличка с текстом закона на памятнике Камеамеа I

Закон о сломанном весле (англ. Law of the Splintered Paddle) или Канаваи Мамалахоэ (гав. Kānāwai Māmalahoe) — источник гавайского права и законодательный акт, принятый в 1797 году королём Гавайев Камеамеа I. Формулировка закона заключалась в том, что все пожилые люди, женщины и дети имеют право находиться в безопасности. Закон был включён в Конституцию Гавайев (Статья 9, пункт 10) и стал образцом для последующих современных законодательных актов, защищающих права мирных граждан во время ведения боевых действий.

## Предыстория
Согласно распространённой истории, однажды Камеамеа отправился в военный поход в местечко Пуна и обнаружил группу людей на побережье. Камеамеа побежал в сторону двух рыбаков, которые прикрывали человека, уносившего маленького ребёнка с пляжа. Рыбаки подумали, что Камеамеа угрожает им: когда он споткнулся и упал, один из рыбаков по имени Калелеики ударил его веслом по голове, защищаясь от нападения. Весло разлетелось в щепки при ударе, и Камеамеа чуть не погиб, однако рыбак сохранил ему жизнь. Спустя несколько лет рыбак предстал перед королём, ожидая наказания в виде смерти за посягательство на жизнь короля, однако Камеамеа снял с него все обвинения, рассудив, что рыбак всего лишь защищал свою семью и землю. Таким образом, был принят закон, по которому во время боевых действий запрещалось нападать на гражданских лиц как некомбатантов.

## Текст закона
| На гавайском | Перевод на английский | Перевод на русский |
| --- | --- | --- |
| Kānāwai Māmalahoe: E nā kānaka, E mālama 'oukou i ke akua A e mālama ho‘i ke kanaka nui a me kanaka iki; E hele ka 'elemakule, ka luahine, a me ke kama A moe i ke ala 'A‘ohe mea nāna e ho‘opilikia. Hewa nō, make. | Law of the Splintered Paddle: Oh people, Honor thy god; respect alike [the rights of] people both great and humble; May everyone, from the old men and women to the children Be free to go forth and lie in the road (i.e. by the roadside or pathway) Without fear of harm. Break this law, and die. | Закон Расколотого весла: О люди, Чтите Бога вашего; Уважайте людей великих и скромных; И пусть все, от стариков и женщин до детей Получат право шагать по дороге и лежать на ней Без страха быть покалеченными. Кто нарушит закон, тот умрёт. |

## Культурный контекст
По другим источникам, закон о сломанном весле был не изобретением короля, а всего лишь одним из результатов объединения законов, принятых давным-давно на острове племенами. В гавайском фольклоре встречаются истории о публичных смертных казнях вождей, которые были часто результатом дурного обращения с простыми людьми, не желавшими терпеть унижения. Камеамеа I был не только опытным воином, но и рассудительным политиком, поэтому сумел сделать выводы, которые легли в основу правовой базы Гавайев в будущем.

## Современное отношение
Под Закон о сломанном весле попадают права детей, пожилых жителей Гавайев, бездомных людей и даже велосипедистов. Весло стало символом верховенства закона: так, на значках департамента полиции Гонолулу изображаются скрещенные вёсла, а весло также стало неофициальным символом юридической школы имени Уильяма Ричардсона, символизирующим изучение права.
В контексте деятельности движения за независимость Гавайских островов Закон о сломанном весле оценивался неоднозначно. Ряд представителей движения выдвигали требования применять закон не только к старикам, женщинам и детям, но и к бездомным этническим гавайцам, которые проживали на земле предков, которую позже либо национализировали, либо передали в частное использование по законам штата. В 2014 году газета Honolulu Star-Advertiser опубликовала обсуждавшееся к Закону о сломанном весле приложение, по которому защиту должны были получить по этому закону и многочисленные бездомные граждане. В итоге Легислатура Гавайев приняла Законопроект № 1889, который признал действие Закона о сломанном весле и на бездомных.